# Ragnar Oratmangoen
Ragnar Anthonius Maria Oratmangoen (ur. 21 stycznia 1998 w Oss) – indonezyjski piłkarz grający na pozycji napastnika lub pomocnika w klubie FCV Dender EH oraz reprezentacji Indonezji.

## Kariera
Oratmangoen urodził się w Holandii i tam spędził zdecydowaną większość kariery. Rozpoczynał ją w NEC Nijmegen. W 2019 trafił do SC Cambuur, z którym wygrał Eerste Divisie w sezonie 2020/21. Potem występował m.in. w Go Ahead Eagles i FC Groningen. Od 2024 jest zawodnikiem belgijskiego FCV Dender EH.
W reprezentacji Indonezji zadebiutował 26 marca w meczu z Wietnamem. W tym samym spotkaniu zdobył pierwszą bramkę w kadrze.